# Rudolf Flotzinger
Rudolf Flotzinger (* 22. září 1939, Vorchdorf, Horní Rakousy) je rakouský muzikolog.

## Životopis
Absolvoval v letech 1951–1958 gymnázium v Kremsmünsteru a vystudoval hudební vědu na univerzitě ve Vídni u Ericha Schenka a Waltera Grafa. V roce 1965 promoval a roku 1969 habilitoval ve Vídni na téma týkající se staré hudby. V letech 1971 až 1999 byl předsedou Ústavu hudební vědy na univerzitě ve Štýrském Hradci a v letech 1999–2006 předsedou komise pro hudební výzkum na Rakouské akademii věd .
Flotzinger je spolueditor třídílné Musikgeschichte Österreichs, vydavatel pětisvazkového Österreichischen Musiklexikons, člen Academia Europaea v Cambridge a dopisující člen akademií věd ve Vídni, Záhřebu a Lublani.

## Dílo
- Die Lautentabulaturen des Stiftes Kremsmünster, 1964
- Der Discantussatz im Magnus liber und seiner Nachfolge, 1969
- Geschichte der Musik in Österreich zum Lesen und Nachschlagen, 1988
- Fremdheit in der Moderne, 1999
- Perotinus musicus, 2000